# Mexikói vadpaprika
A mexikói vadpaprikát (Capsicum annuum var. aviculare) a leggyakrabban piquinnek nevezik. Ez a spanyol 'pequeño' szóból ered, az pedig 'kis méretűt' jelent, mivel ennek a fajtának a termése kimondottan apró. Ami a méretéből hiányzik, azt az erejével pótolja: 50 000–100 000 Scoville-egységgel ez a közönséges paprika (Capsicum annuum) legcsípősebb fajtája. Vadon termő változatát chiltecpinnek, vagy chilipiquinnek hívják.

## Megjelenése, termesztése
Meglehetősen méretes növény: magassága már vadon is elérheti a két métert, de üvegházban négy méterre is megnő. Levelei középzöldek, 9 cm hosszúak és 4 cm szélesek, lándzsa alakúak vagy oválisak. A virága fehér. Paprikája hosszúkás, vagy gömb alakú, 0,6–1,2 cm hosszú.
Megfelelő körülmények között évelő növényként dézsában is tartható. Érési periódusa legalább 90 nap. Egy-egy nagyobb bokron 50–100 paprika is megterem.

## Külső hivatkozások
- Paprika fajták és változatok